# 이토 미키 (성우)
이토 미키(伊藤 美紀, 1962년 10월 21일~ )는 일본의 성우이다. 본명은 히라노 미키(平野 美紀)이다.

## 출연작

### TV 애니메이션
1985년
- GREED (이노센트 B)
- 꼬마자동차 붕붕 (미스터)

1992년
- 도쿄 바빌론 (스메라기 호쿠토)
- 원기폭발 간바루가 (키리가쿠레 카스미), (타치바나 아이코)

1993년
- 총몽 (가리)

1995년
- 애천사전설 웨딩피치(카와이 유키코)

1997년
- 대운동회 TV (제시 거트랜드)

1998년
- 바이스 크로이츠 (셴)

1999년
- 드래곤볼 Z (인조인간 18호)
- 팻숍 오브 호러즈 (루이즈)

2000년
- 부기팝은 웃지 않는다 (키스기 마키코)

2001년
- 명탐정 코난 261편 (호죠 하츠호)

2002년
- 최종병기 그녀 (후유미)
- 작은 눈의 요정 슈가 (바베라)

2004년
- 마리아님이 보고 계셔 (오가사와라 사치코)
- 마리아님이 보고 계셔~봄~ (오가사와라 사치코)
- 두사람은 프리큐어 (유키시로 아야)

2005년
- 매지컬 카난 (히이라기 에미)
- SHUFFLE! (시구레 아사)
- 장금이의 꿈 1기 (서장금)

2006년
- 페이트/스테이 나이트 (후지무라 타이가)
- 쓰르라미 울 적에 (타카노 미요)

2007년
- 도화월탄 (카미아즈마 유미코)
- 마이셀프 ; 유어셀프 (아오이의 어머니)
- 쓰르라미 울 적에 해 (타카노 미요)
- SHUFFLE! Memories (시구레 아사)
- 장금이의 꿈 2기 (서장금)

2008년
- 나츠메 우인장 (후지와라 토코)
- 세키레이 (사하시 다카미)

2009년
- 괭이갈매기 울 적에 (우시로미야 에바)

### 극장판
2019년
- 페이트/스테이 나이트 헤븐즈필 제2장 로스트 버터플라이 (후지무라 타이가)

### OVA
1986년
- 프로젝트A코 (마가기 A코)

1992년
- 동경 BABYLON (스메라기 호쿠토)

1993년
- 마그마 대사 (아스카 미키)

1996년
- 동급생2 (시노하라 이즈미)

1997년
- 대운동회 OVA (제시 거트랜드)
- 동창회 Yesterday Once More (아오키 모모코)

2001년
- 얼굴없는 달 (쿠라키 유리코)

2006년
- 마리아님이 보고 계셔 3rd Season (오가사와라 사치코)

2009년
- 마리아님이 보고 계셔 4th Season (오가사와라 사치코)

### 게임
1990년
- 3X3EYES ~삼지안번성~ (메이신)

1993년
- 드래곤볼Z 초무투전 (인조인간 18호)

1994년
- 드래곤볼Z 초무투전3 (인조인간 18호)

1995년
- 드래곤볼Z Ultimate Battle 22 (인조인간 18호)

1996년
- 드래곤볼Z 위대한 드래곤볼 전설 (인조인간 18호)
- 배틀 아스리테스 대운동회 (제시 거트랜드)

1997년
- 크론즈 게이트 (코니양)

1998년
- 배틀 아스리테스 대운동회 올터네이티브 (제시 거트랜드)
- 리플레인 러브2 (久志原美紀)
- 트윈비 RPG (민트, 그윈비, 피치 선생님)
- 러블리 팝 마작 장장 합시다 (매니저)

1999년
- 배틀 아스리테스 대운동회 GTO (제시 거트랜드)

2000년
- 슈퍼 로봇 대전α (루페 시노)
- 아머드 코어2 (레밀 포트너)

2001년
- 슈퍼 로봇 대전α for Dreamcast (루페 시노)
- Fragrance Tale (필리스, 요정 사피)

2003년
- 드래곤볼Z (인조인간 18호)

2004년
- SHUFFLE! (시구레 아사) : 타카라즈카 스미레 (宝塚すみれ) 명의
- 드래곤볼Z2 (인조인간 18호)
- 드래곤볼Z 무공투극 (인조인간 18호)
- 스텔라 데우스 (루멘)
- 편신명 ~잃어 버려진 인과율~ (히미코(쿠시나다노 히메미코))

2005년
- 드래곤볼Z3 (인조인간 18호)
- SHUFFLE! on the Stage (시구레 아사)
- 테일즈 오브 디 어비스 (리글렛)
- 초 드래곤볼Z (인조인간 18호)

2006년
- 드래곤볼Z 진무도회 (인조인간 18호)
- 쓰르라미 데이 브레이크 (타카노 미요)
- 드래곤볼Z Sparking! (인조인간 18호)
- Really? Really! (시구레 아사) : 타카라즈카 스미레 (宝塚すみれ) 명의

2007년
- 쓰르라미 울적에 축제 (타카노 미요)
- Fata/stay night [Realta Nua] (후지무라 타이가)
- 오딘 스피어 (미리스)
- 드래곤볼Z 진무도회2 (인조인간 18호)
- 테일즈 오브 팬덤 Vol.2 (리글렛)
- 크라이시스 (헬레나 로젠탈)

2008년
- 아머드 코어 포 (오퍼레이터)
- 리아리아DS (시구레 아사)

2009년
- SHUFFLE! Essence+ (시구레 아사) : 타카라즈카 스미레 (宝塚すみれ) 명의

## 더빙
※더빙작의 경우 정확한 방송 시기를 알아내기 힘들어 제작국의 제작연도로 대체하였음.

### 한국 애니메이션
2005년
- 장금이의 꿈 (서장금)

### 드라마
2002년
- 이브의 모든 것 (진선미)